# The Hitmen
The Hitmen – niemiecki zespół muzyki Hands Up. Zespół został założony w 2006 roku, 2009 roku zespół został rozwiązany, członkowie rozpoczęli realizowanie innych projektów przez członków grupy The Hitmen (RBBP oraz Money G). W 2015 roku podczas wydarzenia Technobase FM ogłoszono powrót zespołu.
W skład grupy wchodzą Manfred Hölter, Michael Bein, Ronny Bibow, Thorsten Kipka. Grupa rozpadła w 2009 roku. Dwóch z nich zajęło się własnymi projektami. Michael Bein jako Money-G a Ronny Bibow jako Ron-Bon-Beat. Ich utwory często pojawiały się na składankach z muzyką klubową. Podczas wydarzenia zorganizowanego z okazji 10-lecia niemieckiej stacji radiowej Technobase FM (10.01.2015) członkowie grupy występujący na tej imprezie jako goście specjalni, ogłosili powrót formacji oraz zapowiedzieli nowy singiel z ich strony i plany dotyczące ewentualnej trasy koncertowej.

## Dyskografia

### Single
| Rok  | Tytuł                          | Najwyższe pozycje na listach |  |
| Rok  | Tytuł                          | DNK                          |  |
| ---- | ------------------------------ | ---------------------------- |  |
| 2006 | „Bass Up!”                     | –                            |  |
| 2006 | „Energy Is You”                | –                            |  |
| 2007 | „Like I Love You”              | 34                           |  |
| 2007 | „Side By Side”                 | –                            |  |
| 2008 | „Angel” (vs. Fridge)           | –                            |  |
| 2008 | „Young & Free”                 | –                            |  |
| 2009 | „Here Today and Gone Tomorrow” | –                            |  |
| 2017 | „Neverending Light"            |                              |  |

### Remiksy
Źródło: Discogs
- Krid P – „Banghra” (The Hitmen Remix)
- Manian feat. Aila – „Heaven” (The Hitmen Remix)
- Cascada – „Miracle” (The Hitmen Remix)
- Peter Luts & Dominico - „What a Feeling” (The Hitmen Remix)
- DJ Shog – „Stranger on This Planet” (The Hitmen Remix)
- 4Clubbers feat. Silvy – „Time” (The Hitmen Remix)
- Cascada – „Because the Night” (The Hitmen Remix)
- Lazard – „I Am Alive” (The Hitmen Remix)
- Dirty Boyz – „Jump (I Can’t Hear You)” (The Hitmen Remix)
- Ostkurve vs. Sin with Sebastian – „Shut Up (And Sleep with Me)” (The Hitmen Remix)
- Paffendorf – „Bring It Back”(The Hitmen Remix)
- Triple Bounce – „Talk 2 Me” (The Hitmen Remix)
- Juve & Jay D  feat. Chelsea Field – „Touch the Sky” (The Hitmen Remix)
- Atmozfears - Release (The Hitmen Bootleg)
- Otto Knows - Next To Me (The Hitmen Remix)
- Alan Walker - Faded (The Hitmen Bootleg)